# Huracán Charley
El huracán Charley fue la tercera tormenta en recibir nombre, el segundo huracán y mayor de la temporada de huracanes del Atlántico de 2004. Charley duró desde el 9 de agosto hasta el 15 de agosto, teniendo vientos máximos de 240 km/h, convirtiéndolo en un huracán Categoría 4 según la escala de huracanes de Saffir-Simpson. La tormenta tocó tierra en el suroeste de la Florida con intensidad máxima, haciéndolo el huracán más fuerte en golpear los Estados Unidos desde que el huracán Andrew arremetió contra la Florida doce años atrás en 1992.
Después de moverse rápidamente a través del Mar Caribe, Charley cruzó Cuba el viernes 13 de agosto como un huracán de categoría 3, causando graves daños y cuatro muertes. Ese mismo día, el huracán cruzó el Dry Tortugas, 22 horas después de que la Tormenta tropical Bonnie golpeara la Florida. Esta fue la primera vez en la historia que dos ciclones tropicales golpearon el mismo estado en un período de tiempo de 24 horas. En su mayor intensidad con vientos de 240 km/h, el huracán golpeó la punta norte de la Isla de Captiva y el extremo sur de la Isla de Captiva norte, causando graves daños en ambas áreas. Charley es el huracán más fuerte que ha golpeado el suroeste de Florida después del Huracán Donna en 1960. Tocó tierra cerca de Port Charlotte en Florida. El huracán continuó hacia el norte, por el noreste a lo largo del corredor del Peace River, devastando las zonas de Punta Gorda, Port Charlotte, Cleveland, Fort Ogden, Nocatee, Arcadia, Zolfo Springs, Sebring y Wauchula en el estado de Florida. En Zolfo Springs, los árboles cayeron, los postes y las líneas eléctricas cayeron, y los transformadores. Charley golpeó Wauchula a las 5:30 el viernes 13 de agosto, causando más de 750 millones de dólares en daños, Charley tenía ráfagas de viento de 236 km/h, el área fue declarada zona de desastre federal después de que el 85% de sus edificios fueron dañados o destruidos, las clases fueron suspendidas 2 semanas. El huracán pasó por la parte central y oriental de la zona metropolitana de Orlando y sostenía vientos de 171 km/h. La ciudad de Winter Park al norte de Orlando, también sufrió considerables daños. La caída de árboles afectó el suministro de energía eléctrica, causaron daños en coches y las raíces afectaron el servicio de agua, dañando el alcantarillado subterráneo. La tormenta fue perdiendo fuerza a medida que salía dele estado por New Smyrna Beach y Ponce Inlet, al sur de Daytona Beach.
Los daños en el estado fueron de $13 millones (2004 USD). A su paso por los Estados Unidos, Charley causó 10 muertes y $15.4 millones en daños, esto lo convierte el segundo huracán más costoso de los Estados Unidos. Aunque la restauración fue prometida por la Agencia Federal para el Manejo de Emergencias (FEMA por sus siglas en inglés) para las comunidades de Hardee y DeSoto, la agencia no ha pasado la etapa de planificación, y la reconstrucción prometida y la indemnización nunca sucedió.
| País/Región  | Directos | Indirectos | Total |
| ------------ | -------- | ---------- | ----- |
| Jamaica      | 9        | 22         | 31    |
| Cuba         | 11       | 3          | 14    |
| Florida      | 19       | 20         | 39    |
| Rhode Island | 18       | 29         | 47    |
| Total        | 57       | 74         | 131   |

## Historia meteorológica

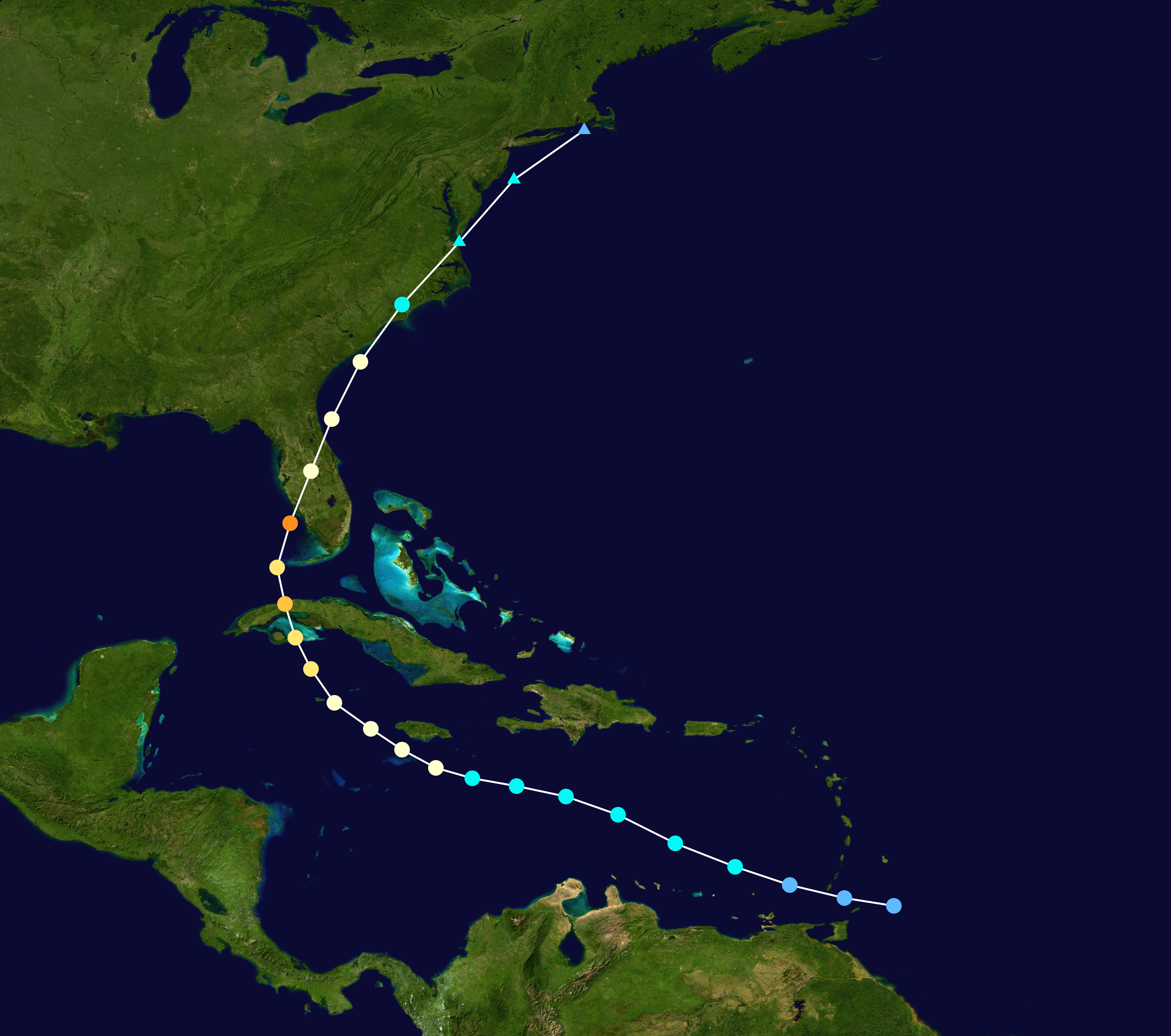
Trayectoria del Huracán Charley, perteneciente a la temporada de huracanes del Atlántico de 2004, siguiendo los colores de la escala de huracanes de Saffir-Simpson.

Charley tocando tierra el 13 de agosto de 2004

Charley comenzó como una onda tropical que partió de las costas de África el 4 de agosto. Se movió con rapidez en dirección oeste y se mantuvo organizado sobre el océano Atlántico, con una convección que se generaba en sus bandas curveadas.
Charley comenzó como una onda tropical que se alejó de la costa occidental de África el 4 de agosto. Se movió rápidamente hacia el oeste, y de manera constante y organizada sobre el Océano Atlántico. La onda se siguió desarrollando cuando se acercaba a las Antillas Menores, el 9 de agosto se convirtió en la depresión tropical Tres cuando se encontraba a 185 km/h al sursureste de Barbados, cerca de la isla de Granada.

## Retiro del nombre
- Charley fue retirado de la lista de nombres para huracanes por la Organización Meteorológica Mundial en primavera del 2005, sus sustituto fue "Colin" en la temporada 2010.